# Volo Aeroméxico Connect 2431
Il volo Aeroméxico Connect 2431 era un collegamento di linea passeggeri diretto a Città del Messico che si schiantò poco dopo il decollo dall'aeroporto Internazionale di Durango il 31 luglio 2018. Il velivolo venne investito da un wind shear causato da un microburst. L'Embraer perse rapidamente velocità e altitudine e urtò il terreno, provocando il distaccamento dei motori e lo slittamento per circa 300 metri oltre la pista; l'aeromobile prese fuoco e fu distrutto. Tutte le 103 persone a bordo sopravvissero; 39 passeggeri e membri dell'equipaggio rimasero feriti.

## L'aereo
Il velivolo era un Embraer 190, con registrazione XA-GAL e numero di serie 19000173. Fu consegnato a US Airways nel 2008 come N960UW prima di essere venduto a Republic Airways Holdings nel 2009. Sotto la proprietà di Republic Airways l'aeromobile era stato registrato N167HQ e aveva operato per Midwest Airlines, una ex filiale della Republic, e successivamente per la consociata Frontier Airlines, fino alla fine del 2013. Venne poi noleggiato ad Aeroméxico Connect nel 2014, che lo ha registrato come XA-GAL. Al momento dello schianto, l'aeromobile aveva volato per un totale di 27 257 ore con 18 200 cicli di decollo e atterraggio.
Quando era stato originariamente prodotto, l'aereo era dotato di un radar meteorologico Honeywell WU-880. Questo sistema è in grado di rilevare tempeste lungo la traiettoria di volo del velivolo e fornire ai piloti un'indicazione visiva dell'intensità della tempesta. Il velivolo era inoltre dotato di un sistema di rilevamento di wind shear collegato ad allarmi visivi e sonori. Gli avvisi audio sono disabilitati in caso di allarmi con priorità più alta, come l'allarme del sensore di prossimità del suolo.

## Passeggeri ed equipaggio
L'aereo è partito con 99 passeggeri e 4 membri dell'equipaggio. Due dei passeggeri erano impiegati della compagnia aerea che venivano trasportati da un luogo all'altro, incluso il pilota in addestramento che era nella cabina di pilotaggio. Dei passeggeri, escluso il pilota in addestramento, 31 erano cittadini messicani, 65 erano cittadini degli Stati Uniti, uno era cittadino spagnolo e uno era cittadino colombiano.
Il pilota in comando era il 38enne Carlos Galván Meyran, residente a Città del Messico. Possedeva la licenza di pilota e lavorava per Aeroméxico dal 2010, e come pilota dal 2011. Aveva un totale di 3 700 ore di volo al momento dell'incidente. Galván aveva completato l'addestramento da comandante per l'Embraer E190 nel giugno 2017 e da allora aveva registrato 1 064 ore di volo. Occupava il posto a sinistra nell'abitacolo durante l'incidente e subì gravi lesioni nello schianto, che richiesero un intervento chirurgico all'anca e alla colonna vertebrale che i medici definirono di successo.
Il primo ufficiale, Daniel Dardon Chávez, possedeva la licenza di pilota e aveva un totale di 1 973 ore di volo, di cui 460 ore sull'Embraer 190. Aveva 25 anni al momento dell'incidente ed era originario di Metepec, in Messico. Era stato certificato per essere copilota di questo tipo di velivolo nel febbraio 2018. Subì lievi ferite nell'incidente. Durante il volo occupava il jumpseat nella parte posteriore della cabina di pilotaggio anziché il sedile di destra normalmente occupato dal primo ufficiale.
Un altro pilota che volava per la compagnia aerea, José Ramón Vázquez, era presente nella cabina di pilotaggio. Possedeva una licenza di pilota commerciale e aveva un totale di 3 296 ore di volo. Era certificato per pilotare Beechcraft King Air F90 e Beechcraft Super King Air 200. Stava ricevendo l'addestramento per pilotare gli E-Jet, ma al momento del volo aveva ricevuto solo le istruzioni iniziali e aveva completato solo 64 ore nel simulatore e non aveva ancora ricevuto la certificazione. Non aveva esperienza sull'Embraer E190. Durante il volo occupava il sedile di destra nell'abitacolo normalmente occupato dal copilota, ed era colui che ha pilotato l'aereo fino al gli ultimi cinque secondi prima dello schianto, quando il comandante Meyran aveva preso il controllo. Vázquez rimase lievemente ferito.
Due assistenti di volo erano presenti in cabina. L'assistente di volo senior era stata assunta dalla compagnia aerea dal giugno 2012. L'assistente di volo junior era stata assunta dalla compagnia aerea da circa una settimana e riportò lievi ferite nello schianto.

## L'incidente
Il volo 2431 era operato da Aeroméxico Connect ed era un collegamento di linea regolare dall'aeroporto Internazionale di Durango all'aeroporto Internazionale di Città del Messico. Originariamente prevista per le 14:56 Central Time (UTC-6), la partenza venne leggermente ritardata quando il primo ufficiale osservò una perdita di carburante dal motore numero uno e chiese agli addetti alla manutenzione di indagare. L'equipaggio alla fine concluse che il tasso di perdita era entro limiti sicuri. L'aereo lasciò il gate alle 15:14 e si diresse verso l'inizio della pista 03. Mentre l'aereo rullava, la pioggia cominciò a cadere con intensità crescente, accompagnata da forti raffiche di vento. Alle 15:18, il controllore del traffico aereo riferì venti a 20 nodi (37 km/h) da 90 gradi. Il servizio di informazioni di volo per l'aeroporto pubblicò un bollettino meteorologico aggiornato alle 15:18 indicando la presenza di temporali e pioggia, ridotta visibilità e presenza di cumulonembi. Il controllore del traffico aereo non vide questo aggiornamento perché stava lavorando da solo e stava seguendo il volo 2431. La pioggia divenne così forte che la torre non riusciva a vedere la pista. Anche se il controllore era nella posizione migliore per vedere il peggioramento delle condizioni meteorologiche, non informò l'aeromobile. Il volo venne autorizzato al decollo alle 15:21. Forti raffiche di vento provocarono lo sradicamento di numerosi alberi all'aeroporto, abbattendo le linee elettriche e di comunicazione. Un aggiornamento meteorologico straordinario fu inviato dal servizio di informazioni alle 15:22; questo avvertiva di temporali e pioggia, 0 metri di visibilità e una riduzione della base delle nubi a 0 metri, ma non venne mai ricevuto dal controllore della torre a causa di un'interruzione di corrente elettrica.
L'aereo procedette lungo la pista. Dopo aver raggiunto una velocità di 147 nodi (272 km/h), il pilota ruotò per portare l'Embraer in volo e sollevò il carrello di atterraggio quando si trovava a 2 piedi (0,61 m) sopra la pista. L'aereo iniziò il decollo con un vento contrario, ma le condizioni meteorologiche cambiarono rapidamente in un vento trasversale da destra di 11 nodi (20 km/h), con raffiche a 33 nodi (61 km/h). La massima altitudine raggiunta fu di circa 30 piedi (9,1 m) e la velocità massima di 151 nodi (280 km/h), quando il vento improvvisamente aumentò a 24 nodi (44 km/h). L'aereo perse rapidamente velocità e altitudine, e un segnale acustico di "DON'T SINK" suonò nella cabina di pilotaggio. Cinque secondi dopo, l'ala sinistra colpì la pista ed entrambi i motori si staccarono dalle ali. L'aereo scivolò sul terreno e si fermò a circa 300 piedi (91 m) oltre la fine della pista. Tutte le 103 persone a bordo dell'aereo furono in grado di evacuare e sopravvissero allo schianto prima che scoppiasse un incendio che distrusse l'aereo.

## Conseguenze
Immediatamente dopo l'incidente, i passeggeri riferirono di aver visto fumo e fiamme mentre si affrettavano a fuggire. Alcuni di loro dissero che una porta era stata strappata e la fusoliera dell'aereo si era rotta in due, permettendo loro di uscire direttamente da un'apertura sul lato dell'aereo. L'equipaggio fu in grado di completare le procedure di emergenza ed evacuare in sicurezza tutti gli occupanti entro 90 secondi. Circa tre o quattro minuti dopo essersi fermati, e dopo che tutti i passeggeri erano stati evacuati, l'aereo esplose e fu inghiottito dalle fiamme. Il controllore del traffico aereo tentò di contattare l'aeromobile, e quando non ricevette risposta contattò il controllore del settore di avvicinamento per vedere se fosse in contatto con l'aeromobile. Il controllore inviò un veicolo di servizio aeroportuale per ispezionare la pista. L'autista vide i motori dell'aeromobile sul lato della pista e il fumo che saliva dalla fine della stessa. funzionari dell'aeroporto attivarono il centro operativo di emergenza e inviarono i vigili del fuoco per aiutare nel salvataggio e per estinguere l'incendio.
Dopo l'arrivo della notizia dell'incidente, Aeroméxico inviò una squadra a Durango per fornire assistenza ai passeggeri e alle loro famiglie. La compagnia annunciò che avrebbe coperto tutte le spese mediche, di alloggio, di trasporto e accessorie derivanti dall'incidente. Elogiò le azioni dell'equipaggio e affermò che l'evacuazione rapida ed efficiente era stata fondamentale per evitare il peggio. Disse anche che la competenza e la professionalità dei piloti avevano impedito la perdita di vite nell'incidente.
Diverse fonti fornirono rapporti contrastanti sul numero di feriti nell'incidente. Inizialmente il Ministero della salute riferì che erano stati feriti 18 passeggeri. La Croce Rossa riportò invece 97 feriti. Il governatore di Durango riferì ai media che 49 persone sono state curate per ferite negli ospedali. Due giorni dopo l'incidente, Aeroméxico riferì che 17 passeggeri erano ancora ricoverati in ospedale, 16 erano in procinto di essere dimessi e 24 erano avevano già lasciato le strutture ospedaliere. Il rapporto ufficiale finale sull'incidente ha infine chiarito il numero: 14 feriti gravi e 25 feriti lievi.
Circa un mese dopo l'incidente, Aeroméxico annunciò che i tre piloti presenti quel giorno nella cabina di pilotaggio erano stati licenziati dalla compagnia. Diceva che, sebbene non ritenesse che l'incidente fosse colpa loro, avevano violato le procedure aziendali non seguendo i ruoli assegnati durante il volo, consentendo al pilota in formazione di assumere il controllo dell'aeromobile. Il sindacato che rappresentava i piloti protestò contro il licenziamento, affermando che la decisione era stata presa solo sulla base di un rapporto preliminare sull'incidente e che era ancora in corso un'indagine. Poco dopo, la direzione generale dell'aeronautica civile del Messico (DGAC) emise una modifica delle norme che vietava alle compagnie aeree di consentire ai piloti inattivi e agli assistenti di volo di volare nella cabina di pilotaggio dell'aereo. I piloti di Aeroméxico si opposero a questo cambiamento e chiesero uno sciopero, vedendo l'improvvisa rimozione di una prestazione di viaggio come una violazione del loro accordo di contrattazione collettiva tra il sindacato e la compagnia aerea. Dopo i negoziati, il sindacato rappresentante i piloti ha accettato di modificare l'accordo, in cui tutti gli equipaggi di volo non operativi avranno posti riservati nella cabina principale, ma continuerà a essere negato l'accesso al cockpit.

## Le indagini
Poco dopo l'incidente, la DGAC annunciò di aver formato una commissione per indagare sull'incidente. La commissione ha ricevuto assistenza dal National Transportation Safety Board e dalla Federal Aviation Administration degli Stati Uniti. Ulteriore assistenza fu fornita da Embraer SA, azienda costruttrice dell'aeromobile, e da General Electric Co., che aveva costruito i motori. Gli investigatori individuarono rapidamente i registratori di volo dell'aeromobile e li trovarono in perfette condizioni.
Il 5 settembre, poco più di un mese dopo l'incidente, José Armando Constantino Tercero, l'investigatore capo della DGAC, annunciò che la conclusione non era stata ancora raggiunta, ma che la causa dell'incidente sembrava essere stata un improvviso microburst. Disse che i piloti non avevano ricevuto alcuna notifica delle condizioni avverse prima di iniziare il decollo e che né i fattori umani né meccanici sembravano essere la causa dell'incidente. Affermò anche che l'analisi del registratore vocale della cabina di pilotaggio ha rivelato che durante il volo si stava svolgendo un addestramento non autorizzato del pilota e che il pilota in formazione stava occupando il posto del copilota e aveva pilotato l'aereo fino a poco prima dell'incidente. Ciò non era conforme alle norme sul trasporto aereo e disse che era stato avviato un procedimento amministrativo. Tuttavia, sottolineò che né la presenza né le azioni di nessuno dei piloti avevano causato l'incidente. Poco dopo, la compagnia aerea annunciò di aver licenziato i tre piloti che erano nella cabina di pilotaggio.
Gli investigatori condussero una serie di test di volo in simulatori in Messico e Brasile utilizzando le stesse condizioni meteorologiche esistenti al momento del volo, con equipaggi con livelli di esperienza simili all'equipaggio del volo 2431. Gli equipaggi al simulatore non sono stati informati in anticipo della situazione che stavano per incontrare. In uno di questi, l'equipaggio accese il radar meteorologico, riconobbe i segni del wind shear dalle variazioni del vento e dai segnali visivi sugli strumenti e interruppe con successo il decollo. In un secondo scenario, le condizioni meteorologiche di wind shear non furono caricate nel simulatore fino a quando non venne iniziata la corsa di decollo. In tal caso, il volo simulato raggiunse un'altitudine massima di circa 15 piedi (4,6 m) prima di perdere quota e urtare il suolo con il carrello di atterraggio. Il team di investigatori ha concluso che, poiché l'equipaggio non aveva notato la presenza del wind shear durante il decollo, non avrebbe potuto recuperare l'aereo in tempo per evitare l'incidente.

### Final report
Il 23 febbraio 2019 è stato rilasciato il rapporto finale. Ha concluso che l'incidente era stato causato da "impatto con la pista causato da una perdita di controllo dell'aereo durante la fase finale del decollo, a causa di un wind shear a bassa quota che ha causato una perdita di velocità e altitudine". L'inchiesta non ha riscontrato malfunzionamenti meccanici nell'aeromobile che hanno portato all'incidente.
Il rapporto ha identificato i fattori causati dall'equipaggio che hanno contribuito all'incidente. Uno dei fattori era stato il pilota che stava dando istruzioni a uno studente che non aveva mai pilotato quel tipo di aereo, nonostante non fosse un istruttore certificato. Ciò aveva causato una perdita di consapevolezza situazionale poiché i piloti non avevano mantenuto una "cabina di pilotaggio sterile", libera da distrazioni. Ha inoltre riscontrato che, tra gli altri errori, il pilota e lo studente-pilota non avevano notato che l'indicatore di velocità sul lato sinistro stava fornendo informazioni diverse rispetto all'indicatore di velocità sul lato destro, che avrebbe potuto fornire informazioni sulle condizioni meteorologiche pericolose al momento.
Gli investigatori hanno anche identificato un fattore contribuente nel controllore del traffico aereo. Il rapporto afferma che il l'ATC della torre non era riuscito a seguire le procedure standard per le situazioni nelle quali c'era possibilità di wind shear a bassa quota. Ha criticato il controllore per non aver informato il volo in partenza della visibilità in rapido deterioramento e dei cambiamenti nella velocità e nella direzione del vento, e ha affermato che lo stesso non aveva una supervisione e assistenza adeguate nella torre di controllo.